# Родийцирконий
Родийцирконий — бинарное неорганическое соединение
родия и циркония
с формулой ZrRh,
кристаллы.

## Получение
- Сплавление стехиометрических количеств чистых веществ:

{\displaystyle {\mathsf {Rh+Zr\ {\xrightarrow {1935^{o}C}}\ ZrRh}}}

## Физические свойства
Родийцирконий образует кристаллы
ромбической сингонии,
пространственная группа P nma,
параметры ячейки a = 0,663 нм, b = 0,441 нм, c = 0,538 нм, Z = 4,
структура типа борида железа FeB
.
При температуре 430÷670°C (в зависимости от состава) происходит фазовый переход в систему
кубической сингонии,
пространственная группа P m3m,
параметры ячейки a = 0,3255 нм, Z = 1,
структура типа хлорида цезия CsCl.
Соединение конгруэнтно плавится при температуре 1935°C (1910°C )
и имеет область гомогенности 50÷61 ат.% родия .